# Urung Kompas
Urung Kompas is een bestuurslaag in het regentschap Labuhan Batu van de provincie Noord-Sumatra, Indonesië. Urung Kompas telt 7336 inwoners (volkstelling 2010).